# فرودگاه آبی گوگاندا/گوگاندا لیک
فرودگاه آبی گوگاندا/گوگاندا لیک (به انگلیسی: Gowganda/Gowganda Lake Water Aerodrome) یک فرودگاه خصوصی است که یک باند فرود آب دارد. این فرودگاه در کشور کانادا قرار دارد و در ارتفاع ۲۸۳ متری از سطح دریا واقع شده‌است.